# Конвойная служба (ВМФ)

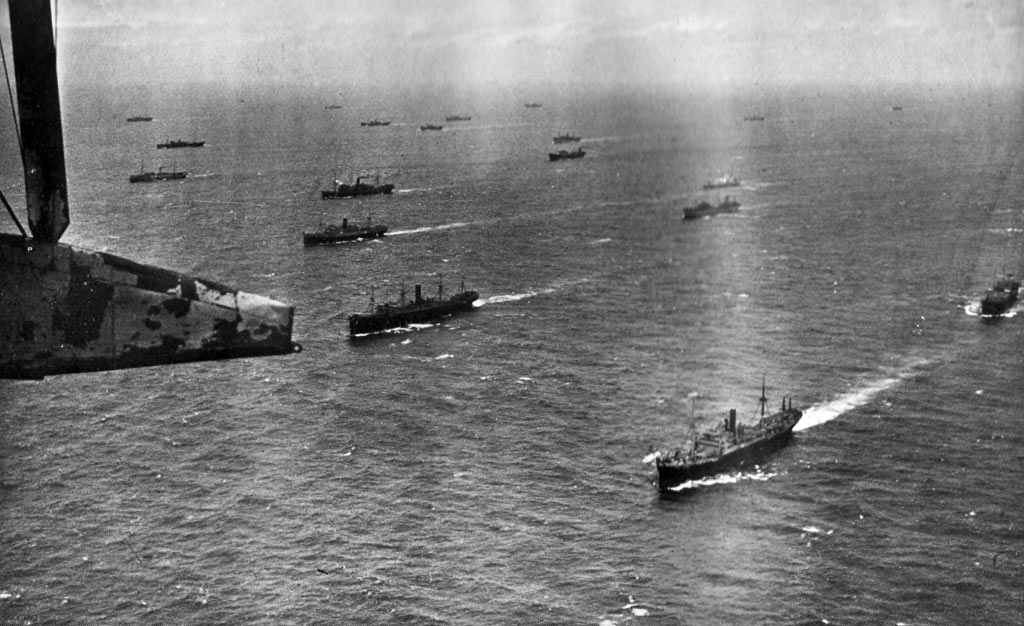
Морской конвой времён Второй мировой войны

Конвойная служба — собирательное название всей совокупности специальных мероприятий и боевой активности, ведущейся на морском театре военных действий в целях обеспечения безопасности морских транспортных перевозок.
Конвойная служба считается важной составляющей частью морских операций и боевых действий сил флота по обороне своих коммуникаций, она включает в себя:
- планирование перемещения морских конвоев: определение их маршрутов, способов боевого обеспечения и нужных для этого сил и средств, интенсивности движения по отдельным направлениям, объёма перевозок и т. п.
- создание конвоев: комплектование сил эскорта, формирование транспортных отрядов, налаживание их обеспечения, расчёт маршрутных и временных рамок, организацию управления и связи с берегом, отработку действий при отражении атак и ударов противника и т. п.